# Сподня Пристава
Сподня Пристава (словен. Spodnja Pristava) — поселення в общині Словенське Коніце, Савинський регіон, Словенія. Висота над рівнем моря: 295,9 м.